# 音樂治療

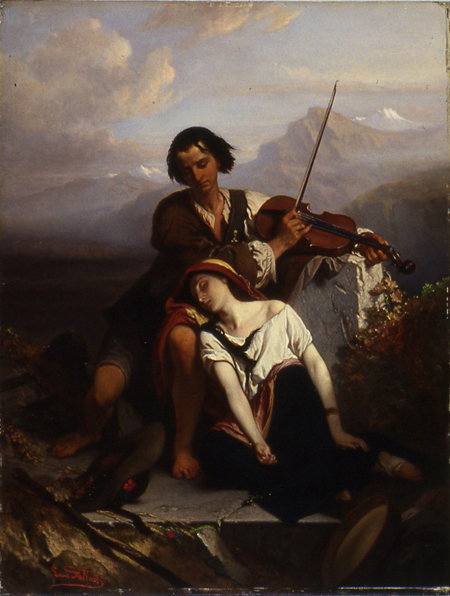
路易斯·加萊特畫作《音樂的力量》

音樂治療（Music therapy），是利用樂音、節奏對生理疾病或心理疾病的患者進行治療的一种方法。主要是針對在身、心方面「有需要」進行治療的個案，針對其「需要治療」的部分，進行「有計畫」，「有目的」的療程。根據美國音樂治療協會（American Music Therapy Association）的定義，音樂治療是由有證照的音樂治療師以音樂作為工具根據臨床和實證過的音樂療程為個案設定客製化的目標並協助個案達成目標。
在音樂治療中，音樂是一種工具，就像是復健科裡的復健器材，是輔助治療的工具。紐西蘭音樂協會曾指出：「音樂是一種強大而且有幫助的用具，用來建立溝通的管道，支持兒童和成人在心智、肢體、社會行為和情緒的學習與重建。」

## 目標
音樂療程可以設定下列目標：
1. 促進完善的身心靈
2. 壓力管理
3. 減緩疼痛
4. 表達內心感受
5. 增強記憶力
6. 溝通的能力
7. 促進肢體復健

音樂治療相關研究證實音樂治療能被有效的運用在不同醫療保健及教育環境。

## 學派
在不同的音樂治療方式的探索下，世界各地產生了來自心理動力學派、生物學派、人本主義學派、行為學派和完形學派，以及由音樂教育理論為基礎發展而來的不同學派，包括以下：
- 諾道夫羅賓斯音樂治療法（Nordoff-Robbins Music therapy）
- 心理動力取向音樂療法（Psychodynamically Oriented Music therapy）
- 臨床奧爾夫音樂治療（Clinical Orff Schulwerk）
- 柯達依概念的臨床應用（Clinical Applications of Kodaly Concept）
- 達爾克羅茲節奏教學的臨床應用（Clinical Applications of Dalcroz Eurhythmics）
- 引導意象與音樂治療法（Guided Imagery and Music therapy）
- 音樂治療和溝通分析（Music therapy and Transactional Analysis）
- 應用行為矯正的音樂治療法（Applications of Behavior Modification Principle to Music therapy Treatment）
- 腦神經音樂治療（Neurologic Music Therapy）

## 對象
音樂治療可以幫助的對象包含有：自閉症、亞斯伯格症、腦性麻痺、專注力不足/過度活躍症、唐氏綜合症、威廉氏症、發展遲緩、情緒控管、身心重建、安寧醫療、減緩疼痛，舒壓…等 。除此之外，亦發展至資優兒童和青少年、運動員、藝術工作者、抑鬱症患者、焦慮障礙患者、雙極性障礙患者、精神分裂症患者、強迫症患者、飲食障礙患者、創傷後壓力症患者、 人格障礙患者、成癮障礙患者(包括藥物和行為成癮)、適應障礙患者、睡眠障礙患者、語言障礙患者、中風康復患者、身體殘障人士、早產兒及父母等。
早期治療是透過聆聽、歌唱、彈奏、敲擊、律動、即興創作等音樂經驗，讓治療師與病患間建立的互動關係，來幫助病患改善肢體、表達溝通、認知理解、社會行為、以及情緒表達等方面問題的健康專業。

## 延伸閱讀
- 中華民國應用音樂推廣協會(台灣音樂治療協會) （页面存档备份，存于）
- 敲敲音樂治療 （页面存档备份，存于）
- British Association For Music Therapy （页面存档备份，存于）
- American Music Therapy Association （页面存档备份，存于）
- Canadian Association for Music Therapy （页面存档备份，存于）
- World Federation of Music Therapy （页面存档备份，存于）